# Igeltjärnen (Ljusdals socken, Hälsingland, 685731-148609)
Igeltjärnen är en sjö i Ljusdals kommun i Hälsingland och ingår i Ljusnans huvudavrinningsområde. Sjön har en area på 0,0363 kvadratkilometer och ligger 341 meter över havet.

## Delavrinningsområde
Igeltjärnen ingår i det delavrinningsområde (685688-148535) som SMHI kallar för Mynnar i Skarpån. Medelhöjden är 329 meter över havet och ytan är 11,51 kvadratkilometer. Det finns ett avrinningsområde uppströms, och räknas det in blir den ackumulerade arean 18,92 kvadratkilometer. Verkarskogsbäcken som avvattnar avrinningsområdet har biflödesordning 3, vilket innebär att vattnet flödar genom totalt 3 vattendrag innan det når havet efter 153 kilometer. Avrinningsområdet består mestadels av skog (82 procent) och sankmarker (15 procent). Avrinningsområdet har 0,04 kvadratkilometer vattenytor vilket ger det en sjöprocent på 0,3 procent.